# Rasa de Ritort
La rasa de Ritort és un afluent per la dreta de la riera de Canalda.
Neix a 948 m d'altitud, a 150 m (vo) al sud-oest del Camp Llarg d'Orrit i a 660 m (vo) a l'oest d'aquesta masia. Excepte els primers 300 m del seu curs en els quals pren la direcció nord-sud, la resta els fa en la direcció predominant NE-SW i baixant entre els boscos de la solana d'Orrit (a l'E) i de la solana de  Ritort (a l'W). Conflueix amb la riera de Canalda a 687 m d'altitud, 2.100 m després que aquesta hagi passat per sota el pont d'Orrit.

## Coordenades d'altres punts significatius del seu curs
- Confluència amb la riera de Canalda: 42° 5′ 7.115″ N, 1° 27′ 43.14″ E / 42.08530972°N,1.4619833°E